# پژگوده
پژگوده (به لهستانی:  Przygody) یک روستا در لهستان است که در گمینا سوخوژبره واقع شده‌است.